# Classe suivant un sous-groupe
En théorie des groupes, les classes à gauche d'un groupe G suivant un sous-groupe H sont les parties de G de la forme gH avec g élément de G, où gH désigne l'ensemble des éléments gh quand h parcourt H. Elles constituent les classes d'une relation d'équivalence sur G, donc forment une partition de G. On peut les voir aussi comme les orbites de l'action à droite de H sur G, par translations par les symétriques des éléments de H.
L'ensemble des classes à gauche d'un groupe G suivant un sous-groupe H est noté G/H. Il est naturellement muni d'une action à gauche de G, qui est transitive.
L'ensemble des classes à droite d'un groupe G suivant un sous-groupe H est noté H\G. Il est défini de façon analogue et vérifie des propriétés semblables.
Si le sous-groupe H est normal, alors G/H et H\G coïncident et forment le groupe quotient de G par H.
Ces deux ensembles servent de modèles pour les espaces homogènes, car toute orbite d'une action de G s'identifie naturellement à un tel ensemble.
L'utilisation des classes intervient notamment dans l'étude des groupes finis, par exemple à travers le théorème de Lagrange et les théorèmes de Sylow.

## Définitions
Soient H un sous-groupe d'un groupe G et g un élément de G.

On appelle classe à gauche de g suivant H l'ensemble gH défini par :

On appelle classe à droite de g suivant H l'ensemble Hg défini par :
L'ensemble des classes à gauche suivant H de tous les éléments de G se note G/H, et celui des classes à droite, H\G.

## Exemples

### Classes modulo un entier
Étant donné un entier n fixé, l'ensemble nℤ des entiers relatifs multiples de n forme un sous-groupe du groupe (ℤ,+).

La loi étant ici notée additivement, la classe à droite d'un entier r quelconque, suivant ce sous-groupe, est l'ensemble :
C'est donc l'ensemble des entiers congrus à r modulo n, i.e. des entiers k tels que k - r appartient au sous-groupe nℤ.
La classe à gauche de r est égale à sa classe à droite, puisque l'addition est commutative. L'ensemble de toutes ces classes est le groupe ℤ/nℤ.

### Classes dans le groupeS3
- Dans le groupe symétrique S3 des six permutations de l'ensemble {1,2,3}, considérons le sous-groupe alterné A3, constitué des trois permutations paires.
La classe à droite d'une permutation σ, suivant ce sous-groupe, est l'ensemble des composées à droite par σ de n'importe laquelle des trois permutations paires. C'est donc l'ensemble des trois permutations qui ont la même parité que σ.
La classe à gauche est à nouveau la même, bien qu'ici la loi de groupe ne soit pas commutative.
L'ensemble S3/A3 = A3\S3 est constitué des deux classes : les trois permutations paires et les trois permutations impaires.
- Dans le même groupe S3, considérons à présent le sous-groupe H = {id, τ}, où τ est la transposition (1 2).
  - S3/H est un ensemble à trois éléments, les trois classes à gauche suivant H, qui sont les trois paires suivantes :
    - {\displaystyle \tau H=H={\rm {id}}H,}
    - {\displaystyle (123)H=\{(123),(13)\}=(13)H,}
    - {\displaystyle (132)H=\{(132),(23)\}=(23)H.}

  - H\S3 est l'ensemble des trois classes à droite :
    - {\displaystyle H\tau =H=H{\rm {id}},}
    - {\displaystyle H(123)=\{(123),(23)\}=H(23),}
    - {\displaystyle H(132)=\{(132),(13)\}=H(13).}

  - Cette fois, les classes suivant H à gauche et à droite d'une permutation σ autre que id et τ sont distinctes (mais non disjointes : elles contiennent toutes deux σ), et même, les ensembles S3/H et H\S3 sont distincts (mais non disjoints : ils ont H comme élément commun).

## Propriétés
- {\displaystyle x\in yH\Leftrightarrow y^{-1}x\in H\quad {\text{et}}\quad x\in Hy\Leftrightarrow xy^{-1}\in H}
(en particulier, tout élément appartient à sa classe à gauche et à sa classe à droite).
- {\displaystyle x\in yH\Leftrightarrow xH=yH}
(l'implication vient du fait que si x s'écrit yh pour un élément h de H, alors xH = yhH = yH, et la réciproque se déduit du point précédent), et de même,
{\displaystyle x\in Hy\Leftrightarrow Hx=Hy}.
En particulier,{\displaystyle xH=H\Leftrightarrow x\in H\Leftrightarrow Hx=H.}
- Deux classes à gauche distinctes sont disjointes (on le voit mieux par contraposée : si deux classes xH et yH ont un élément commun z, on déduit du point précédent que xH = zH = yH), et de même pour les classes à droite.
- Toutes les classes à droite et à gauche suivant H ont même cardinal que H (par exemple, la classe à gauche gH est équipotente à H, via la bijection H → gH, h ↦ gh).
- Les deux ensembles G/H et H\G ont même cardinal, via la bijection{\displaystyle G/H\to H\backslash G,\quad X\mapsto X^{-1}=\{x^{-1}~|~x\in X\}}(cette bijection envoie la classe à gauche de g sur la classe à droite de g−1). Ce cardinal commun est appelé l'indice de H dans G. Si G est un groupe fini, cet indice est égal au quotient de l'ordre de  G par celui de H, si bien que ce quotient est un entier : c'est le théorème de Lagrange, qui se généralise en une formule des indices.
- Le sous-groupe H est normal si et seulement si la classe à gauche gH de tout élément g de G est égale à sa classe à droite Hg. Dans ce cas, G/H est stable par l'opération produit sur les parties de G (car xHyH = x(yHy−1)yH = xy(Hy−1yH) = xy(HH) = xyH). Cette loi interne sur G/H est même une loi de groupe. Le groupe obtenu s'appelle le groupe quotient de G par H.

## Relation d'équivalence
D'après les trois premières propriétés précédentes, les classes à gauche suivant H forment une partition de G et la relation d'équivalence associée {\displaystyle \scriptstyle {\mathcal {R}}_{\rm {gauche}}} (dont les classes d'équivalence sont les classes à gauche suivant H) possède les descriptions équivalentes suivantes :

De même, les classes à droite suivant H sont les classes de la relation d'équivalence {\displaystyle \scriptstyle {\mathcal {R}}_{\rm {droite}}} décrite par :

## Note
1. ↑  (en) Marshall Hall, Jr., The Theory of Groups [détail des éditions], p. 10 intervertit ces termes « gauche » et « droite » en nommant « left cosets » les Hg et « right cosets » les gH.

## Référence bibliographique
Serge Lang, Algèbre [détail des éditions]